# 君王城堡
君王城堡（德语：Landesfürstliche Burg；意大利语：Castello Principesco）是意大利北部博尔扎诺-上阿迪杰自治省梅拉诺的一组历史建筑群，由外奧地利大公西吉斯蒙德建于1470年，作为他的城市住宅。马克西米利安皇帝曾数次造访。
19世纪末曾计划拆除这座城堡，被大卫·冯·舍恩赫尔所阻止。建筑物由弗里德里希·冯·施密特进行了修复。
今天，君王城堡博物馆归梅拉诺市政府所有，对公众开放。它也用于民事婚礼。